# Mistrzostwa Azji we Wspinaczce Sportowej 2004
Mistrzostwa Azji we Wspinaczce Sportowej 2004 – 13. edycja Mistrzostw Azji we wspinaczce sportowej, która odbyła się w dniach 30–31 października 2004 w południowokoreańskiej Jeolli Południowej.
Podczas zawodów wspinaczkowych zawodnicy i zawodniczki rywalizowali w 4 konkurencjach.

## Konkurencje
Mężczyźni
- prowadzenie i na czas

Kobiety
- prowadzenie i na czas

## Medaliści
| Konkurencja  | Złoto                           | Srebro                            | Brąz                               |
| ------------ | ------------------------------- | --------------------------------- | ---------------------------------- |
| Mężczyźni    |                                 |                                   |                                    |
| prowadzenie  | Korea Południowa · Son Sang-won | Japonia · Yuji Hirayama           | Korea Południowa · Chae Min-woo    |
| wsp. na czas | Chiny · Chen Xiaojie            | Indonezja · Abu Dzar Yulianto     | Korea Południowa · Hwang Pyeong-ju |
| Kobiety      |                                 |                                   |                                    |
| prowadzenie  | Korea Południowa · Kim Ja-in    | Korea Południowa · Go Mi-sun      | Japonia · Yuka Kobayashi           |
| wsp. na czas | Indonezja · Evi Neliwati        | Indonezja · Agung Etti Hendrawati | Hongkong · Lisa Cheng              |

## Klasyfikacja medalowa
* Gospodarz zawodów został zaznaczony tym kolorem.
|                   |                   |   |   |   |    |  |  |  |  |
| 1                 | Korea Południowa  | 2 | 1 | 2 | 5  |  |  |  |  |
| 2                 | Indonezja         | 1 | 2 | 0 | 3  |  |  |  |  |
| 3                 | Chiny             | 1 | 0 | 0 | 1  |  |  |  |  |
| 4                 | Japonia           | 0 | 1 | 1 | 2  |  |  |  |  |
| 5                 | Hongkong          | 0 | 0 | 1 | 1  |  |  |  |  |
| Ogółem (5 państw) | Ogółem (5 państw) | 4 | 4 | 4 | 12 |  |  |  |  |

Źródła: